# Marco Richiedei
Marco Richiedei (Bergamo, fine XVI secolo – post 1647) è stato un pittore italiano.

## Biografia
Bernardino Faino, mentre commenta l'Incredulità di san Tommaso della chiesa di San Tommaso di Brescia nella metà del Seicento, precisa che il Richiedei è "pittor Bergamascho", notizia che si trova soltanto in questa fonte ed è ancora oggi da tenere in considerazione. I documenti d'archivio non forniscono notizie riguardo a questo pittore: Stefano Fenaroli, nel 1877, ne fissa arbitrariamente la data di nascita al 1565 e lo dice ancora operante nel 1627.
Nel 1931, però, viene resa nota una tela con il Martirio di santa Lucia nella chiesa del Paradiso di Clusone la quale, sull'ancona lignea originale che la ospitava, era incisa la data 1647, molto oltre il termine fissato dal Fenaroli. Camillo Boselli, nel 1946, rimescola la cronologia del Richiedei e ne arricchisce il catalogo della produzione con il piccolo Incontro di Gesù con Maria della Pinacoteca Tosio Martinengo e il Martirio di santa Lucia nella chiesa di Sant'Agata, proponendo gli estremi cronologici 1520-1580 con l'intento di recuperare una maggiore vicinanza al Moretto, già evidente nell'Incredulità e ora rafforzata dal dipinto della Tosio Martinengo assegnatogli.
La proposta del Boselli viene però vanificata nella seconda metà del Novecento con la scoperta di un'opera inedita, in collezione privata, raffigurante la Visita dei Magi, firmata "MARCVS RICHIADEVS FACIEBAT" e datata 1613. È questa data, pertanto, che deve essere assunta come primo termine di riferimento per l'attività del Richiedei, che traslerebbe di alcuni decenni in avanti rispetto a quanto avanzato dal Boselli.

## Stile
Il primo giudizio critico moderno sul pittore è fornito da Nicoli Cristiani nel 1807, che lo definisce "di maniera assai dolce e ben unita", probabilmente sulla scorta di Francesco Paglia che, nella seconda metà del Seicento, loda la "maniera dolce" e l'"unità naturale" dell'Incredulità in San Tommaso. Positivo è anche il commento di Francesco Maccarinelli del 1747, secondo il quale "abbenché altre manofatture non vi siano di Marco Richiedo in questa Città, che contestino la Virtù sua nel maneggiare il Pennello, quella di questo Oratorio [ancora l'Incredulità in San Tommaso] è un testimonio ben chiaro della sua prontezza nel dipingere, e nel travagliare cò suoi industri colori le Tele".
La piccola Visita dei Magi rappresenta bene le scelte pittoriche del Richiedei, ormai diretto verso un manierismo che affianca via via all'impianto morettesco le novità diffuse in ambito padano, atteggiamento comune ai pittori bresciani della scuola del Moretto ma di seconda generazione. A marcare tale "deviazione" si colloca anche la pala di Clusone, ove il manierismo presente è comunque contenuto e tratteggiato senza enfasi, pur essendosi ormai attenuata la tradizione cromatica del Moretto.

## Opere
- Incredulità di san Tommaso, inizio XVII secolo, Brescia, chiesa dei Santi Faustino e Giovita
- Incontro di Gesù con Maria, Brescia, Pinacoteca Tosio Martinengo
- Martirio di santa Lucia, Brescia, chiesa di Sant'Agata
- Visita dei Magi, 1613, Brescia, collezione privata
- Martirio di santa Lucia, 1647 (sull'ancona lignea), Clusone, Chiesa della Beata Vergine del Paradiso